# Scelio corion
Scelio corion är en stekelart som beskrevs av Nixon 1958. Scelio corion ingår i släktet Scelio och familjen Scelionidae. Inga underarter finns listade i Catalogue of Life.